# Contee del Rhode Island
Questa è una lista delle cinque contee del Rhode Island, negli Stati Uniti d'America. Rhode Island insieme alle Hawaii condivide il secondo minor numero di contee (solo il Delaware ne ha meno, con tre contee). Nonostante il Rhode Island sia divisa in contee, non ha alcun governo locale a livello di contea. Invece hanno un governo locale le otto città e trentuno towns.

## Storia

Cronologia delle contee di Rhode Island

La colonia di Rhode Island è stata fondata nel XVII secolo, ed è stata la prima delle tredici colonie americane originali a dichiarare l'indipendenza dal dominio britannico nel 1776, segnalando l'inizio della rivoluzione americana. Le contee sono state tutte istituite prima della dichiarazione di indipendenza.

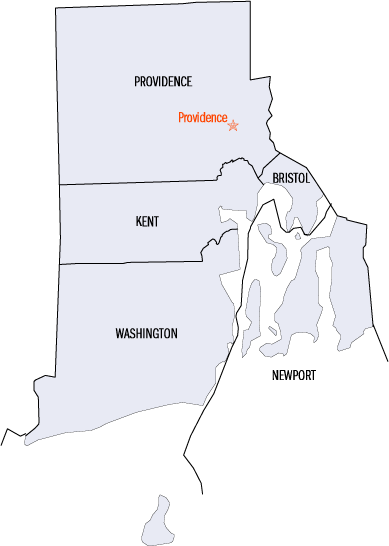
Contee del Rhode Island

Il codice Federal Information Processing Standard (FIPS), che viene utilizzato dal governo degli Stati Uniti per identificare in modo univoco gli stati e contee, è dotato di ogni voce. Il codice di Rhode Island è 44, che in combinazione con qualsiasi codice di contea sarebbe scritto come 44XXX. Il codice FIPS per ogni link della contea di dati del censimento per quella contea.

## Lista
| Nome       | Codice FIPS | Capoluogo di contea | Data di fondazione | Etimologia                                                                                                  | Popolazione | Superficie | Note | Mappa |
| ---------- | ----------- | ------------------- | ------------------ | --- | ----------- | ---------- | --- | ----- |
| Bristol    | 001         | Bristol             | 1747               | Città di Bristol, Inghilterra                                                                               | 49.875      | 62 km²     | Creata nel 1747 dalla ripartizione della Contea di Bristol del Massachusetts, dopo la risoluzione di una controversia di confine tra le due colonie. |       |
| Kent       | 003         | East Greenwich      | 1750               | Contea di Kent, Inghilterra                                                                                 | 166.158     | 435 km²    | Creata nel 1750 dalla divisione della contea di Provvidenza.                                                                                         |       |
| Newport    | 005         | Newport             | 1703               | Comune di Newport, Essex                                                                                    | 82.888      | 264 km²    | Creata dalla Rhode Island County nel 1703. Rinominato Newport County nel 1729.                                                                       |       |
| Providence | 007         | Providence          | 1703               | Divina Provvidenza, un concetto che riflette la natura religiosa del fondatore coloniale Roger Williams     | 626.667     | 1.059 km²  | Creata nel 1703 con il nome di Providence Plantations County. Rinominato contea di Providence nel 1729.                                              |       |
| Washington | 009         | South Kingstown*    | 1729               | George Washington, generale durante la Guerra d'indipendenza americana e primo Presidente degli Stati Uniti | 126.979     | 852 km²    | Creata nel 1729 come Kings County dalla divisione della Providence Plantations County. Rinominato Washington County nel 1781.                        |       |